# Брадет (Бихор)
Брадет (рум. Brădet) насеље је у Румунији у округу Бихор у општини Бунтешти. Oпштина се налази на надморској висини од 321 m.

## Становништво
Према подацима из 2002. године у насељу је живело 721 становника, од којих су сви румунске националности.